# Enzo Di Pasquale
Enzo Di Pasquale (Castellammare del Golfo, 1960) è uno scrittore italiano.

## Biografia
Vive a Castellammare del Golfo, nella Provincia di Trapani, dove insegna Italiano presso una scuola primaria.
In campo letterario ha esordito nel 2009 con il romanzo Ignazia (Fazi editore) ambientato sull'isola di Marettimo. Il romanzo è stato opzionato dalla casa cinematografica Lumiere; ha ricevuto il premio migliore autore esordiente siciliano 2011 al salone del libro di Messina. Finalista premio europeo città Massa Carrara. La cantante jazz Fabrizia Gioia si è ispirata a Ignazia per realizzare una compilation. Nel 2019 il romanzo viene adottato da 5 scuole europee (Spagna, Polonia, Grecia Romania, Lituania).
Coautore del romanzo collettivo Un'estate a Palermo, edito da Ernestodilorenzo editore uscito nel 2011 con la prefazione di Emma Dante.
L'anno seguente ha pubblicato con la casa editrice romana Newton Compton Misteri, crimini e segreti della Sicilia (in sesta edizione).
Il suo secondo romanzo esce nel giugno del 2013: Un'isola chiamata Zingaro (Ernestodilorenzo editore), ambientato nella riserva dello Zingaro. Nel febbraio del 2014 firma il romanzo collettivo Il libro delle vergini imprudenti (Ottavio Navarra editore), scritto assieme alle scrittrici Beatrice Monroy, Elena Pistillo, Rossella Floridia, Adriana Iacono e Muriel Pavoni. 
A novembre del 2014 firma il voluminoso libro Il giro della Sicilia in 501 luoghi con la casa editrice romana Newton Compton.
Nel 2016 pubblica il romanzo collettivo "Riflessi a Palermo" (Il Palindromo)
Con Fabio Stassi ha pubblicato un epistolario narrativo dal titolo "I ricordi hanno le gambe lunghe". Si tratta di lettere, sotto forma di racconto che svelano le storie romanzesche dei loro alberi genealogici. La copertina è firmata da Francesco Musante
Nel giugno dello stesso anno esce il romanzo "Come un tiglio a Gezi Park" (Il Palindromo), ambientato in un recentissimo passato tra Palermo e una Istanbul scossa dalle rivolte. Protagoniste due giovani donne che il destino accosta in un pomeriggio di mezza estate a Palermo.
Dal 2014 tiene, ogni estate, un corso di scrittura sulle tracce dell'Odissea presso l'isola delle Cicladi Schoinoussa (Grecia) per conto dell'associazione “Buon Vento” di Varese. 
I suoi due romanzi Ignazia e Un'isola chiamata Zingaro sono stati adottati dalla scuola di lettura di Anversa (Belgio) diretta Margherita Mazzocchi.
Nel novembre 2020 esce “La Sicilia che nessuno conosce” per la Newton Compton.
Nell'estate del 2021, a 40 anni dalla marcia per la riserva naturale dello Zingaro, esce il libro reportage "Viaggio allo Zingaro" (Ernestodilorenzoeditore) con la prefazione di Fulco Pratesi.
Nel novembre del 2021 esce “Breve storia della Sicilia” ( editore  Newton Compton.):  un percorso che va dalla preistoria ai contatti con il medio-oriente e l’Europa, fino a giungere ai giorni nostri con un capitolo dedicato alla beatificazione del giudice Rosario Livatino. Il libro rappresenta un affascinante viaggio intrapreso dall’autore con lo spirito curioso di giornalista.
Nel maggio del 2024 esce l’edizione aggiornata de “Il giro della Sicilia in 501 luoghi” (Newton Compton ).
Giornalista pubblicista dal 1985, è stato corrispondente da Castellammare del Golfo del “Giornale di Sicilia”, ANSA, “La Sicilia”, Telescirocco, Tgs, Tele Occidente e Tele Jato. È stato direttore responsabile delle tv locali Retesei e Telesei Notizie.

## Opere

### Romanzi
- Ignazia, 2009, Fazi editore, Roma
- Un'estate a Palermo, 2011, coautore, Ernestodilorenzo editore, Alcamo
- Un'isola chiamata Zingaro, 2013, Ernestodilorenzo editore, Alcamo
- Il libro delle vergini imprudenti, 2014, coautore, Ottavio Navarra editore, Marsala
- Riflessi a Palermo. 2016, coautore, il Palindromo
- I ricordi hanno le gambe lunghe 2017, coautore con Fabio Stassi, Ernestodilorenzo editore, Alcamo
- Come un tiglio a Gezi Park. 2017, il Palindromo

### Saggi
- Misteri, crimini e segreti della Sicilia, 2012, Newton Compton (sesta edizione)
- Il giro della Sicilia in 501 luoghi, 2014, Newton Compton
- La Sicilia che nessuno conosce, 2020, Newton Compton
- Viaggio allo Zingaro 2021 Ernestodilorenzo editore, Alcamo con la prefazione di Fulco Pratesi
- Breve storia della Sicilia, 2021, Newton Compton, Roma.
- Edizione aggiornata Il giro della Sicilia in 501 luoghi, 2024, Newton Compton

### Altre pubblicazioni
- Le riserve di Sicilia (edizione Arbor)
- Le perle verdi della Sicilia (edizione Arbor)
- Piccole storie di due  (edizione Battaglia)